# Марколли, Матильда
Мати́льда Марко́лли итал. Matilde Marcolli (род. 30 ноября 1969 года; Комо, Ломбардия) — итальянский учёный, физик-математик. Занимается исследовательской работой в области математики и теоретической физики. Награждена премией Хайнца Майера-Лейбница-Прайса Немецкого научного сообщества, а также премией Софии Ковалевской Фонда Александра фон Гумбольдта. Является автором и редактором множества книг в данной области. В настоящее время — профессор математического факультета Университета Торонто и член Института периметра.

## Биография
Марколли родилась 30 ноября 1969 года. В 1993 году она с отличием окончила физический факультет Миланского университета, где защитила диссертацию о классах самоэквивалентности расслоений под руководством Ренцо Пиччинини. В 1994 году она переехала в США, получила там степень магистра (1994 г.) и докторскую степень (1997 г.) по математике в Чикагском университете под руководством Мелвина Ротенберга, защитив диссертацию о трехмерных аспектах калибровки Зайберга-Виттена. С 1997 по 2000 год она работала в Массачусетском технологическом институте (MIT) в качестве C.L.E. Преподаватель Мура на кафедре математики.
В период с 2000 по 2010 год она занимала должность C3 (немецкий эквивалент адъюнкт-профессора) в Математическом институте Макса Планка в Бонне и должность адъюнкт-профессора в Университете штата Флорида в Таллахас. Марколли занимала должность почетного профессора Боннского университета. С 2008 по 2018 год она была профессором математики в отделении физики, математики и астрономии Калифорнийского технологического института. В настоящее время она является профессором математического факультета Университета Торонто, а также членом Института периметра.
Она занимала должность приглашенного лектора в Институте фундаментальных исследований Тата в Мумбаи, Институте теоретической физики Кавли в Санта-Барбаре, Институте Миттаг-Леффлера в Стокгольме, Институте Исаака Ньютона в Кембридже и Научно-исследовательском институте математических наук в Беркли, Калифорния.

## Исследовательская работа
Исследования Марколли охватывают различные области математики и теоретической физики: калибровочную теорию и низкоразмерную топологию, алгебр-геометрические структуры в квантовой теории поля, некоммутативную геометрию с приложениями к теории чисел и к физическим моделям, особенно связанным с физикой элементарных частиц, квантовой гравитацией и космологией, а также с квантовым эффектом Холла.
Матильда Марколли сотрудничала с несколькими другими математиками и физиками, среди них Юрий И. Манин и Ален Конн. В период с 2006 по 2010 год под её руководством десять аспирантов получили докторскую степень.

## Награды и почести
В 2001 году она получила премию имени Хайнца Майера-Лейбница-Прайса Немецкого научного общества (DFG), а в 2002 году — премию Софии Ковалевской Фонда Александра фон Гумбольдта. Она была пленарным докладчиком на Европейском математическом конгрессе 2008 г. в Амстердаме (с докладом о перенормировке, симметрии Галуа и мотивах). В 2010 году приглашенным докладчиком на Международном математическом конгрессе в Хайдарабаде (с докладом о некоммутативной геометрии и арифметики).

## Соавторство и редакция
- Хертлинг, Клаус; Марколли, Матильда, ред. (2003). Многообразия Фробениуса: квантовые когомологии и особенности. Vieweg-Teubner Verlag. ISBN 978-3-322-80238-5.
- Консани, Катерина; Марколли, Матильда, ред. (2006). Некоммутативная геометрия и теория чисел: где арифметика встречается с геометрией и физикой (1-е изд.). Vieweg-Teubner Verlag. ISBN 978-3-8348-0170-8.
- Альбеверио, Серхио; Марколли, Матильда; Пайча, Сильви; Плазас, Хорхе (2008). Следы в теории чисел, геометрии и квантовых полях. Vieweg+Teubner Verlag. ISBN 9783834803719.
- Халхали, Масуд; Марколли, Матильда (2008). Приглашение к некоммутативной геометрии. Всемирная научная. ISBN 9789812706164.
- Джейхан, Озгюр; Манин, Ю И.; Марколли, Матильда (2010). Арифметика и геометрия вокруг квантования. Спрингер. ISBN 9780817648312.
- Аббаспур, Хоссейн; Марколли, Матильда; Тредлер, Томас (2010). Деформационные пространства: взгляды на алгебро-геометрические модули. Vieweg+Teubner. ISBN 978-3-8348-1271-1.
- Марколли, Матильда; Парашар, Дипак (2011). Квантовые группы и перспективы некоммутативных пространств в квантовой геометрии: публикация Математического института Макса Планка, Бонн. Vieweg+Teubner. ISBN 9783834814425. OCLC 793144094.